# Smilax china
La china oriental (Smilax china) es una especie de planta trepadora perteneciente a la familia  Smilacaceae, es originaria de Asia. 

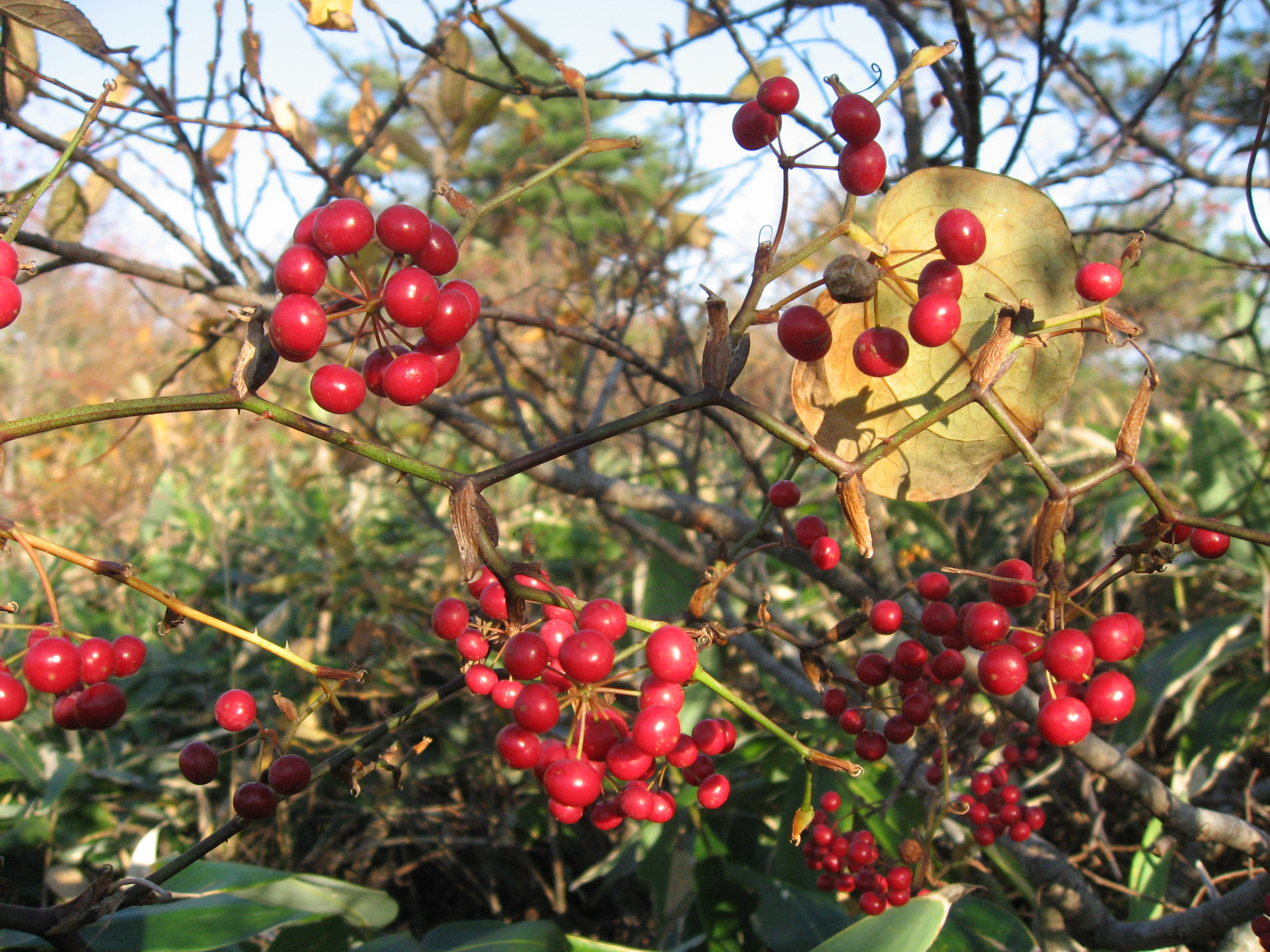
Frutos

## Descripción
Es una enredadera leñosa con el tallo ramificado, cilíndrico, que alcanza una longitud de 1 - 5 m,  poco espinoso. Pecíolo de 0,5 a 1,5 cm, estrechamente alado para 1/2--2/3 su longitud, zona de abscisión justo por encima de la porción de alas; los zarcillos suelen estar presentes. Las hojas de elípticas a orbiculares. Las inflorescencia son axilares en umbelas de ambos sexos, con 10 a 25 flores;. Con muchas bractéolas. Las flores masculinas con los tépalos de color verde amarillento. Las flores femeninas: con 6 estaminodios. Frutos rojos, globosos, 0,6 a 1,5 cm de diámetro.

## Distribución y hábitat
Se encuentra en los bosques, matorrales, laderas, laderas cubiertas de hierbas, lugares con sombra a lo largo de valles y arroyos; desde el nivel del mar, hasta cerca de 2000 metros, en Anhui, Fujian, Guangdong, Guangxi, Guizhou, Henan, Hubei, Hunan, Jiangsu, Jiangxi, Liaoning, Shandong, Sichuan, Taiwán, Yunnan, Zhejiang, Birmania, Filipinas, Tailandia y Vietnam.

## Taxonomía
Smilax campestris fue descrita por Carlos Linneo y publicado en Species Plantarum 2: 1029, en el año 1753.
Etimología
Smilax: nombre genérico que recibe su nombre del mito griego de Crocus y la ninfa Smilax. Aunque este mito tiene numerosas formas, siempre gira en torno al amor frustrado y trágico de un hombre mortal que es convertido en una flor, y una ninfa del bosque que se transforma en una parra.
china: epíteto geográfico que alude a su localización en China.
Citología
El número cromosomático es de: 2 n = 30, 90.
Variedades aceptadas
- Smilax china f. china
- Smilax china f. yanagitai (Honda) T.Koyama

Sinonimia
- Coprosmanthus japonicus Kunth
- Smilax china f. obtusa H.Lév.;
- Smilax china var. taiheiensis (Hayata) T. Koyama;
- Smilax pteropus Miq.
- Smilax taiheiensis Hayata.[4]